# Schächen
Schächen är ett vattendrag i Schweiz. Det ligger i den centrala delen av landet, 90 km öster om huvudstaden Bern.
I omgivningarna runt Schächen växer i huvudsak blandskog. Runt Schächen är det ganska tätbefolkat, med 230 invånare per kvadratkilometer.